# Onthophagus minutulus
Onthophagus minutulus là một loài bọ cánh cứng trong họ Bọ hung (Scarabaeidae).